# Pterocarpus angolensis
Pterocarpus angolensis es una especie de árbol perteneciente a la familia de las fabáceas. Es originaria de África.

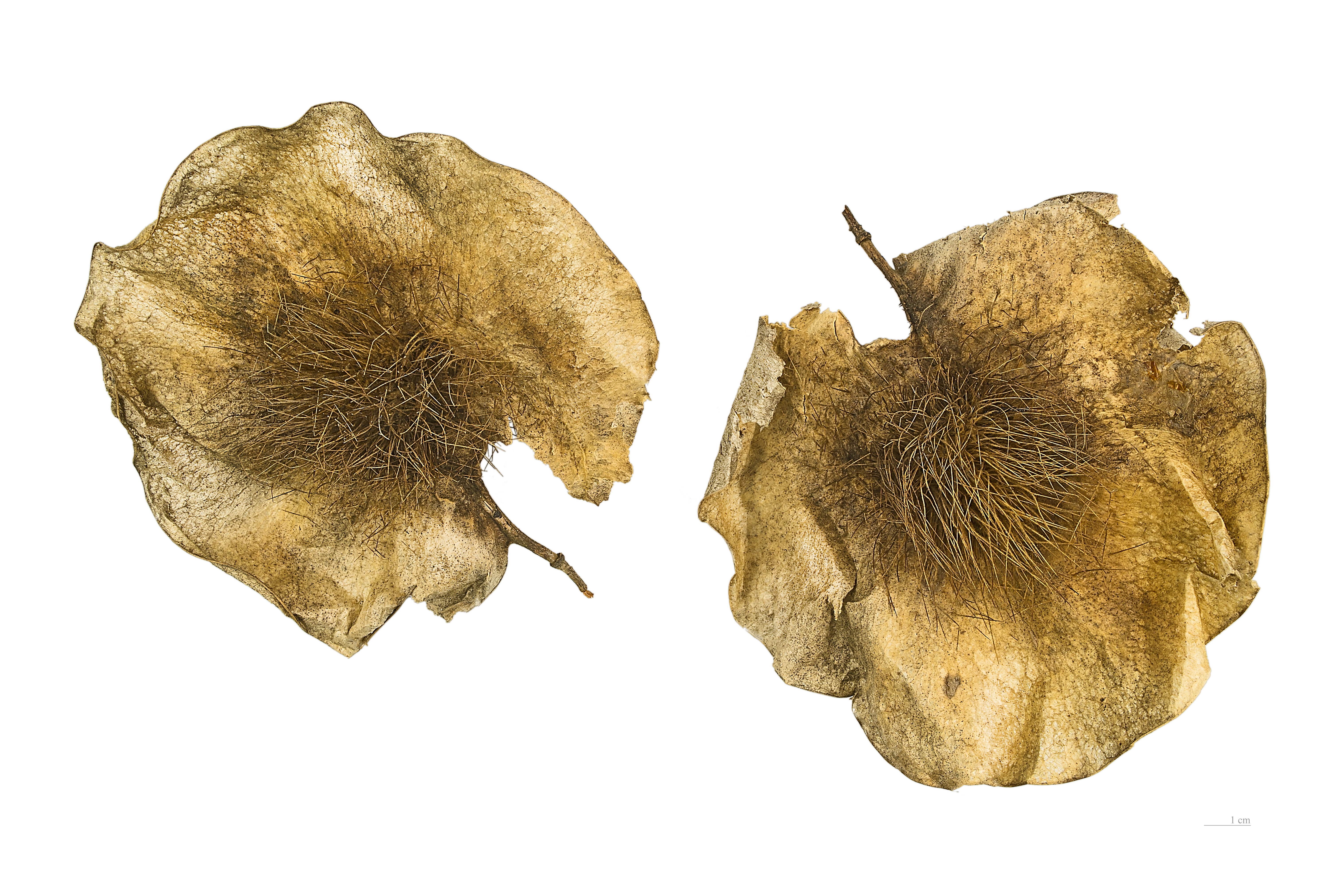
Detalle

## Descripción
Es un árbol caducifolio que alcanza los 16 m de altura, con la corteza de color marrón oscuro  y, de  hojas compuestas brillantes. En los lugares más húmedos, los árboles alcanzan cerca de 18-19 m de altura. Las hojas aparecen en el momento de las flores o poco después. Estas son alternas, de color verde oscuro, imparipinnadas , con 11-19 foliolos de 2,5-7 cm de largo y 2-4,5 cm de ancho. La inflorescencia produce una gran cantidad de flores de color amarillo, naranja con aroma, en panículas de 10-20 cm de largo; florece  en primavera. En el sur de África, esto es por lo general solo al final de la temporada seca, a menudo a mediados de octubre. La vaina es de 2-3 cm de diámetro, rodeado de  ala circular de un diámetro de 12.8 cm,  y que contiene una sola semilla.

## Distribución y hábitat
Se encuentra en África, donde se distribuye por Angola, Mozambique, Namibia, Sudáfrica, Suazilandia, Tanzania, Zaire, Zimbabue y Zambia.

## Ecología
Crece en el sur y el este de África en una amplia gama de lugares donde hay una estación seca que contrasta con la temporada de lluvias. Crece mejor cuando el clima es caluroso y libre de heladas. El tipo de suelo debe ser arenoso,  profundo y bien drenado, laderas rocosas donde la precipitación es superior a 500 mm por año. Crece bien en áreas de bosque abierto, tales como la meseta de Mashonaland en Zimbabue y KwaZulu-Natal, la región norte de Sudáfrica, donde tiene una copa amplia con ramas fuertes, y es una especie pionera en los bosques y márgenes de bosques. Los mejores ejemplares crecen en el cerrado bosque de temporada del centro de Mozambique y algunas partes de Malawi, donde a veces se forman masas puras.
Pterocarpus angolensis es el alimento de muchos animales, que incluyen la mariposa Charaxes achaemenes en estado larval, ardillas , babuinos y monos que se alimentan de las vainas de semillas, que tienen un diámetro de unos 12 cm. 

## Usos

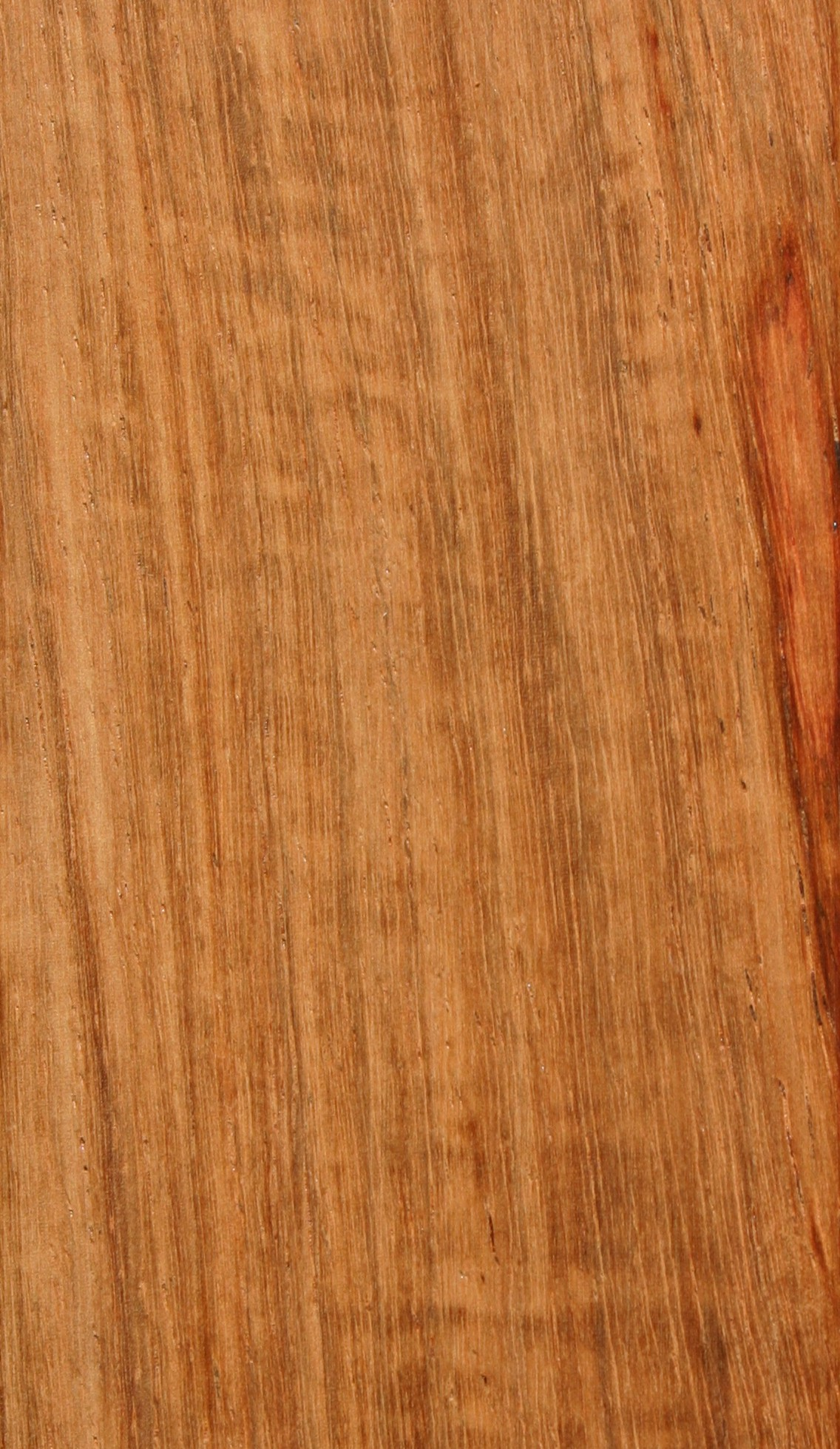
La madera de Pterocarpus angolensis posee un color marrón y tiene una fragancia picante agradable.

Hay muchos usos para la madera de Pterocarpus angolensis. Su madera de color marrón es resistente al barrenador y a las termitas , es durable y tiene una fragancia picante agradable. La madera se pule bien y es bien conocida en el África tropical como Mukwa cuando se utiliza para hacer muebles de calidad que tiene un atractivo color marrón-amarillo.  Dado que la madera no se hincha o reduce,  es ideal para la construcción de canoas.
Se valora para varios usos medicinales. Se ha registrado para el tratamiento de la tiña, problemas oculares, fiebre de aguas negras , dolores punzantes, la malaria, y para aumentar el suministro de leche materna . El parecido de la savia con la sangre ha llevado a la creencia en supuestos poderes curativos mágicos relativas a la sangre. Debido a  que también es resistente al fuego, P. angolensis a veces se plantan alrededor de las casas para hacer un cerco vivo.

## Taxonomía
Pterocarpus angolensis fue descrita por Augustin Pyrame de Candolle y publicado en Prodromus Systematis Naturalis Regni Vegetabilis 2: 419. 1825.
Etimología
Pterocarpus: nombre genérico que deriva de  palabras griegas latínizada que significan "fruto alado", en referencia a la inusual forma de las vainas de semillas de este género.
angolensis: epíteto geográfico que alude a su localización en Angola.
Sinonimia
- Pterocarpus bussei Harms
- Pterocarpus dekindtianus Harms[5]